# Republic P-47 Thunderbolt
Republic P-47 Thunderbolt (potocznie Jug, od 1947: F-47) – jednomiejscowy samolot myśliwski i myśliwsko-szturmowy. Największy jednosilnikowy myśliwiec II wojny światowej. Wyprodukowany w liczbie 15 683 sztuk, najliczniejszy z samolotów myśliwskich USA. Używany na wielu frontach II wojny światowej, w: Europie, Afryce, Dalekim Wschodzie i Pacyfiku. Thunderbolty między marcem 1943 a sierpniem 1945 wykonały 546 000 lotów bojowych, zrzuciły 132 482 tony bomb, wystrzeliły 59 567 rakiet i 125 milionów pocisków karabinowych, niszcząc w powietrzu i na ziemi ponad 11 874 samoloty przeciwnika, przy stratach własnych 5222 maszyn, z czego tylko 824 w walce (stosunek zwycięstw i strat w walkach powietrznych 4,6 do 1 na korzyść P-47). Uważany za prekursora dzisiejszych myśliwców wielozadaniowych.

## Powstanie konstrukcji
Historia P-47 sięga 1939 i poprzedniego projektu, realizowanego jeszcze w wytwórni Seversky, później przemianowanej na Republic Aviation. 1 sierpnia tego roku główny konstruktor Aleksander Kartveli w odpowiedzi na oficjalne wymagania przedstawił projekt lekkiego myśliwca wysokościowego o oznaczeniu AP-10. Samolot ten, w przeciwieństwie do poprzednich projektów wytwórni, był napędzany widlastym silnikiem chłodzonym cieczą Allison V-1710-39 o mocy 1150 KM, a nie silnikiem gwiazdowym chłodzonym powietrzem. Uzbrojenie miały stanowić 2 karabiny maszynowe 12,7 mm nad silnikiem. Maszyna miała mieć masę własną 2200 kg i startową ok. 2800 kg, powierzchnię nośną 16 m² i osiągać prędkość 667 km/h (415 mil/h) na wysokości 4500 m, osiągając ją w 3,5 minuty. Lotnictwo USA zainteresowało się projektem, ale zażądało wzmocnienia uzbrojenia, nawet kosztem spadku osiągów. Dodano więc w skrzydłach 4 karabiny maszynowe kalibru 7,62 mm, a masa wzrosła do 2980 kg. W listopadzie 1939 r. zamówiono prototyp pod oznaczeniem XP-47. W styczniu 1940 r. zamówiono pozbawiony uzbrojenia, radia i innego wyposażenia kolejny egzemplarz pod oznaczeniem XP-47A, by jak najszybciej przetestować możliwości maszyny.
Tocząca się wojna w Europie jednoznacznie wskazywała, że myśliwce muszą mieć mocne opancerzenie, dużą siłę ognia i samouszczelniające się zbiorniki paliwa. XP-47 nie był w stanie spełnić tych wymagań z uwagi na niewystarczającą moc silnika; aby lotnictwo nie odrzuciło projektu, wytwórnia stworzyła całkiem nową maszynę – późniejszego P-47. Projekt miał niewiele wspólnego z XP-47 i XP-47A. Pierwsze rysunki samolotu powstały we wrześniu 1940, w wagonie kolejowym, którym konstruktorzy wracali ze spotkania poświęconego wymaganiom wobec nowego myśliwca. Kartveli powiedział, że „będzie to dinozaur, ale o właściwych proporcjach”. Lotnictwo położyło nacisk zwłaszcza na uzyskanie maksymalnej prędkości na jak najwyższej wysokości, co najmniej 640 km/h na 10 tys. m. Lotnictwo USA miało bowiem panować na wysokościach powyżej 8000 metrów, a potem dopiero stopniowo obniżać pułap działań i niszczyć wroga coraz bliżej ziemi.
Projektując nowy samolot wykorzystano rozwiązania z poprzednich konstrukcji, P-43 i XP-44, a nawet gotowe segmenty kadłuba P-43. Zastosowano gwiazdowy, 18-cylindrowy, chłodzony powietrzem, silnik Pratt and Whitney R-2800 Twin Wasp, o mocy 1900 KM, nowsze wersje do 2300 KM na dużych wysokościach, wyposażony w turbosprężarkę, którą umieszczono w tyle kadłuba (koncepcja wypróbowana już w P-43) aż 7 metrów od śmigła; napędzające ją spaliny doprowadzane były rurami po bokach na dnie kadłuba, a wylot spalin z turbosprężarki znajdował się tuż przed kółkiem ogonowym. Przewody doprowadzające powietrze ze sprężarki do silnika prowadziły też wzdłuż kadłuba, ale nad skrzydłami. Aby wykorzystać w pełni moc silnika zastosowano czterołopatowe śmigło o średnicy aż 3,66 m, co wymusiło zastosowanie wysokiego podwozia głównego; specjalna, teleskopowa konstrukcja podczas składania w skrzydła skracała się o 22,8 centymetra. O dziwo, ten złożony mechanizm nie sprawiał kłopotów w praktyce. Skrzydła, o sprawdzonym profilu Republic S-3, miały obrys eliptyczny i powierzchnię nośną 28 m². Każde miało zostać wyposażone w 4 karabiny maszynowe kalibru 12,7 mm (łącznie 8). Pierwsze wersje miały małą prędkość wznoszenia, którą poprawiono wprowadzając w silniku system wtrysku wody oraz śmigło z łopatami w kształcie wioseł. Kółko ogonowe, chowane w locie w kadłub, było sterowalne. Samouszczelniające zbiorniki paliwa były umieszczone w kadłubie. Opancerzoną kabinę pilota skopiowano z XP-44; w prototypie jej charakterystyczną cechą były drzwi typu samochodowego; seryjne P-47 miały otwieraną osłonę kabiny. Samolot miał mieć masę własną 5216 kg, osiągać prędkość 644 km/h na 7620 m, a wysokość 4572 m osiągać w 5 minut.
12 czerwca 1940 projekt przedstawiono lotnictwu, które 6 września zamówiło prototyp pod oznaczeniem XP-47B. Prototyp płatowca był gotowy już 4 maja 1941. Maszynie nie nadano nowego oznaczenia, choć zaprzestano prac nad XP-47 i XP-47A. Zaledwie tydzień później, 13 września lotnictwo złożyło zamówienie na 773 maszyn, 171 jako P-47B i 602 jako P-47C. Nazwę Thunderbolt, czyli Piorun, zaakceptowaną przez USAAF, wymyślił jeden z dyrektorów firmy Republic, C. Hart Miller.
Prototyp oblatano 6 maja 1941. Osiągnął on, w trakcie późniejszych lotów, prędkość 663 km/h na 7800 m, a więc większą niż planowano, a na wysokość 4572 m wznosił się w 5 minut. W trakcie prób wystąpiły problemy polegające na drganiach ogona i niewydolności instalacji olejowej i turbosprężarki na dużych wysokościach. Prototyp uległ zniszczeniu w wypadku 8 sierpnia 1942.

## Wersje samolotu

### P-47B

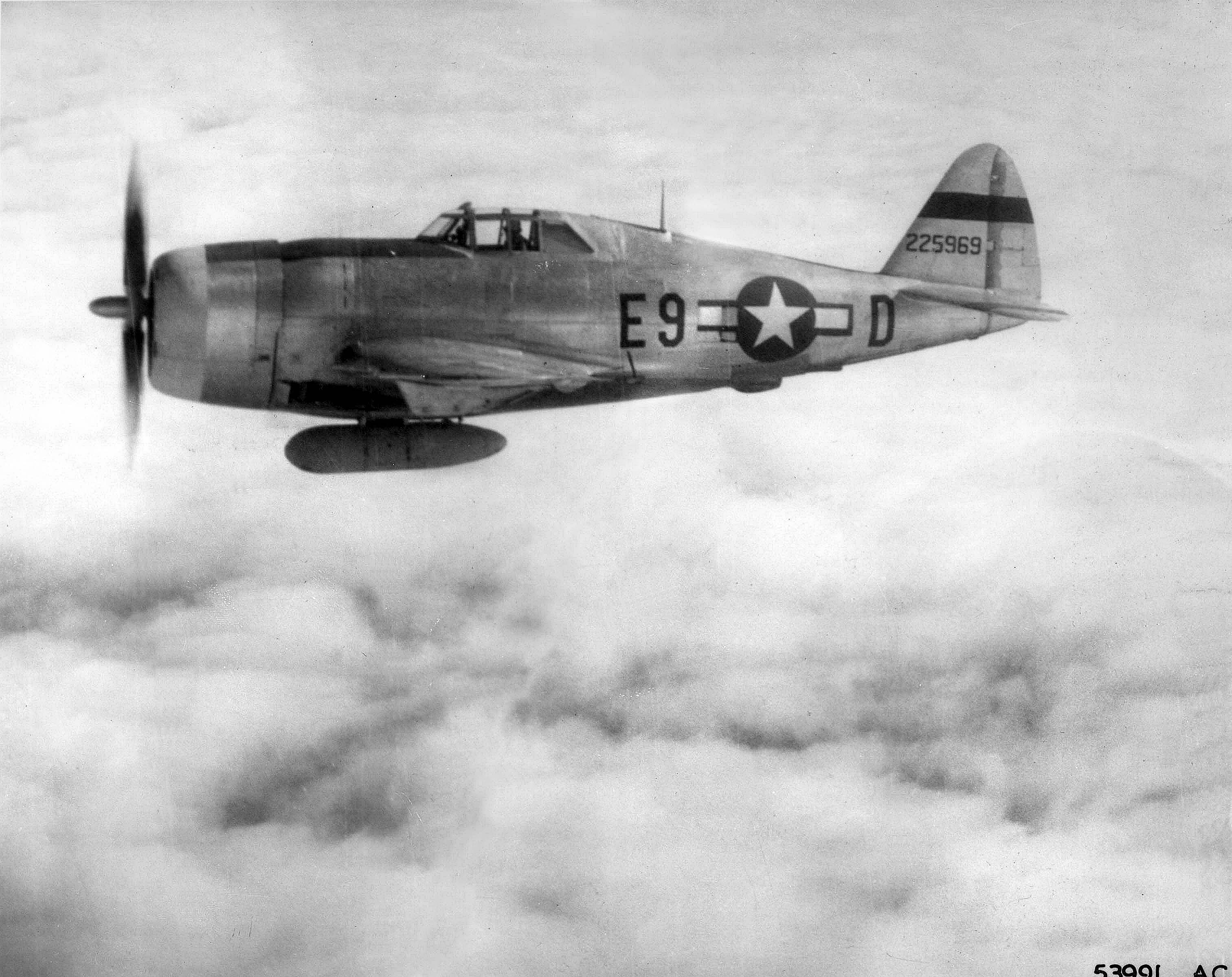
P-47D pilotowany przez kapitana Johna D. Duncana

Pierwszy seryjny egzemplarz P-47B, nr 41-5895, w rzeczywistości drugi prototyp, uzbrojony i kompletnie wyposażony, dostarczono armii 21 grudnia 1941. Kolejne 4 maszyny, podobnie jak pierwsza przeznaczone do badań, dostarczono w marcu 1942. Podczas prób jeden samolot uległ katastrofie z powodu odłamania się ogona. Próby wykazały, że na wysokościach powyżej 9144 m zamarzały klapy, nie można było otworzyć osłony kabiny, a siły na sterach były zbyt duże. Przy dużych prędkościach odpadała farba pokrywająca ster poziomy oraz ciśnienie aerodynamiczne powodowało nadmuchiwanie poszycia steru jak balonu; nadal występowały drgania ogona; ponieważ tego problemu na razie nie udało się rozwiązać, ograniczono zakres korzystania z samolotu – spowodowało to opóźnienie przyjęcie P-47 do służby do maja 1942. Poszycie klap i steru zmieniono na metalowe (pierwsze seryjne maszyny miały wciąż pokrycie płócienne, dopiero później przebudowano je i zniesiono restrykcje, co do lotów); zmieniono też kształt klap i dodano klapki wyważające na sterze. Osłonę kabiny zmieniono na otwieraną przez odsuwanie owiewki do tyłu (drzwi typu samochodowego miały tylko prototyp i 3 pierwsze egzemplarze), w związku z czym przesunięto maszt anteny do tyłu, pochylając go ostro do przodu. Zmiany te wprowadzono od maszyny nr 41-5896. Począwszy od 41-5951 P-47 miały odladzacze na skrzydłach, od 41-5974 – nowe opony, od 41-6016 – zmodyfikowany spust karabinów maszynowych. Napęd wersji P-47B stanowił silnik R-2800-21 o mocy 2000 KM, który napędzał śmigło Curtiss o średnicy 3,71 m. Ze względu na wzrost masy samolotu spadła prędkość wznoszenia: na 4572 m P-47B wznosił się w 6,7 minuty, w locie poziomym rozwijał jednak aż 690 km/h na wysokości 8230 m. Łącznie zbudowano 171 sztuk wersji B, a dostawy zakończono we wrześniu 1942 r.
Jeden egzemplarz P-47B o numerze 41-6065 we wrześniu 1942 roku przebudowano, instalując na nim kabinę ciśnieniową, oznaczono go jako XP-47E; na innym, o numerze 41-5938 zamontowano nowe skrzydła o laminarnym przepływie. Żadnego z tych projektów nie rozwijano dalej.
Ponieważ zapotrzebowanie na P-47 było tak duże, wybudowano nową fabrykę w Evansville w stanie Indiana. Samoloty tam produkowane oznaczano, dodając litery RA, a produkowane w starej fabryce w Farmingdale – RE. P-47 budowała też, na licencji, fabryka firmy Curtiss, z której wycofano zamówienie na P-60, w Buffalo. Samoloty z Buffalo oznaczano P-47G, chociaż były to licencyjne P-47C i D.

### P-47C (i P-47G)
Wersja zewnętrznie podobna do B, ale o wzmocnionych statecznikach z metalowym pokryciem steru, co wydłużyło samolot o cal (2,54 cm). Maszyna miała nową instalację tlenową z 4 butlami, nowy regulator sprężarki (C-17), nowe radio i zmieniony, pionowy maszt anteny. Mimo wzmocnień steru nadal występowały problemy w nurkowaniu z dużymi prędkościami, zwłaszcza ponad 800 km/h. Po wyprodukowaniu 56 sztuk rozpoczęto budowanie odmiany P-47C-1 (P-47G-1-CU). Miała ona nową ścianę ognioodporną i przesunięte do przodu nowe łoże silnika, przez co konieczne było wstawienie dodatkowej sekcji kadłuba o długości 20,32 cm (8 cali), co poprawiło położenie środka ciężkości samolotu, jego zwrotność i łatwość obsługi. Pierwszy egzemplarz P-47C wykorzystano do testów po modyfikacjach kadłuba, podwozia, ogona oraz turbosprężarki. Zmieniono też ster poziomy, by rozwiązać problemy w nurkowaniu. 13 listopada 1942 dwa P-47C osiągnęły w nurkowaniu prędkość przyrządową aż 1160 km/h, większą niż prędkość dźwięku. Przekroczenie bariery dźwięku było oczywiście niemożliwe – maksymalna prędkość bezpieczna dla P-47 wynosiła 965 km/h, a rzeczywista prędkość osiągana przez te maszyny nie przekraczała 800 km/h.
Pierwszą naprawdę zdolną do służby bojowej odmianą była P-47C-2. Otrzymały one zaczep do podwieszania pod kadłubem dodatkowego zbiornika paliwa o pojemności 760 litrów, lub bomby; odmiana P-47C-5 miała zmienioną instalację radiową i przyrządy w kabinie pilota, oraz dodano ogrzewanie kabiny pilota.
Wersję C produkowano od września 1942 do lutego 1943. Łącznie zbudowano 602 egzemplarze.

### P-47D

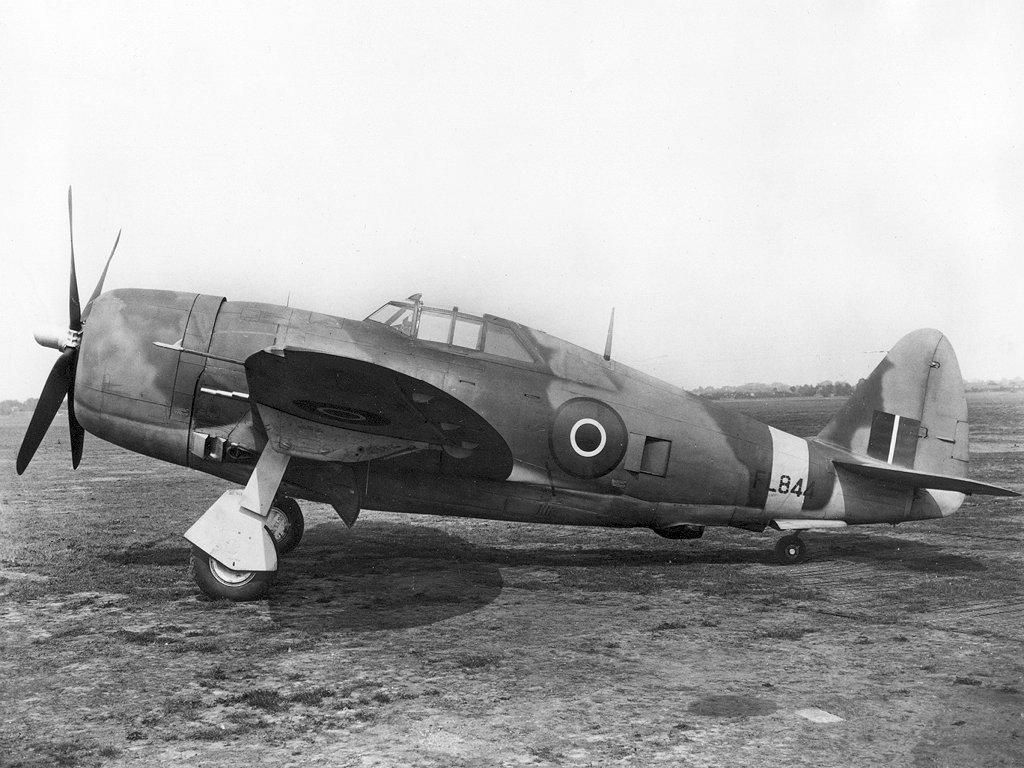
P-47D należący do Royal Air Force

Wersja P-47D była główna wersją produkcyjną, której wyprodukowano 12 602 sztuk. P-47D-1-RE (P-47D-1-RA i P-47G-5-CU) z chwilą rozpoczęcia produkcji (zima 1943) niewiele różniła się od wersji P-47C-5. Zmieniono w niej układ wydechowy sprężarki, dodano dodatkowe klapki, by zapewnić lepsze chłodzenie silnika oraz wzmocniono opancerzenie pilota; na spodzie kadłuba zamontowano metalową wannę wzmacniająca konstrukcję i chroniącą ją przez uszkodzeniami oraz pozwalającą instalować zaczepy na bomby lub zbiorniki paliwa. W P-47D-2-RA i -RE zmodyfikowano obudowę sprężarki, demontując jej zasłonę i dodano możliwość podwieszenia pod kadłubem dopasowanego do niego kształtem, dodatkowego, odrzucanego zbiornika paliwa o poj. 765 l. Wczesne odmiany wersji D były napędzane silnikiem R-2800-21 o mocy 2000 KM, bez instalacji wtrysku wody do silnika. Od odmiany P-47D-4-RA i D-5-RE dodano możliwość wtrysku wody, co pozwalało na krótkotrwały wzrost mocy aż do 2300 KM (instalacja nie była jednak montowana fabrycznie wraz z silnikiem). Zastosowano też turbosprężarkę C-21.
Wersja P-47D-6-RE otrzymała uniwersalny zaczep podkadłubowy na zbiornik paliwa lub bombę do 454 kg, zmienioną instalację elektryczną i wzmocnione skrzydła. Od wersji D-11-RA, D-10-RE i G-15-CU montowano silnik R-2800-63 – różnica polegała wyłącznie na fabrycznym montażu instalacji wtrysku wody; zastosowano też nową turbosprężarkę C-23. W dotychczasowych wersjach kontrola wtrysku wody była ręczna, ale od odmiany D-11-RE i D-11-RA kontrola była automatyczna.

Od wersji D-15RA i D-15-RE samoloty posiadały podskrzydłowe zaczepy do przenoszenia zbiorników paliwa do 570 litrów lub bomb do 454 kg, co wymagało z kolei wzmocnienia kadłuba. Ze względu na spadek prędkości aż o 74 km/h, przeprojektowano je na bardziej opływowe, które obniżały prędkość już tylko o 24 km/h. Inne modyfikacje obejmowały zmianę kształtu klapek wylotowych na osłonie silnika i nową osłonę kabiny, które można było odrzucić, a nie tylko odsuwać do tyłu. W odmianie D-16-RA i –RE powiększono zbiornik paliwa w kadłubie o 240 litrów.
W wersji P-47D-20-RE i -RA wprowadzono tzw. uniwersalne skrzydła, na których można było przenosić różne zestawy bomb i zbiorników paliwa. Samoloty otrzymały nowy silnik R-2800-59, tej samej mocy, ale ze zmienionym systemem zapłonowym. Zwiększono długość goleni kółka ogonowego, wprowadzono, w miejsce elektrycznego, ogrzewanie karabinów maszynowych ciepłym powietrzem. Zaprzestano też malowania samolotów w barwy ochronne i pozostawiono je w naturalnym kolorze metalu. Wersja D-22-RE otrzymała nowy model regulatora turbosprężarki oraz nowe śmigło AeroProp o średnicy 4,01 metra, a wersja D-23-RA – śmigło Curtiss o średnicy 3,96 m, co poprawiło prędkość wznoszenia. Zwiększono też w nich zapas paliwa. Te wersje nazywano „Razorback” („grzbiet jak brzytwa”), od trójkątnego przekroju grzbietu kadłuba za kabiną. Od marca 1942 do kwietnia 1944 zbudowano 7440 sztuk.
Dotychczasowa osłona kabiny nie zapewniała widoczności we wszystkich kierunkach. W lipcu 1943, na jednym P-47D-5-RE, zainstalowano kroplową osłoną kabiny z samolotu Hawker Typhoon oraz obniżono kadłub za kabiną i oznaczono tę maszynę jako XP-47K. Przebudowa okazała się udana i natychmiast wdrożono ją do seryjnej produkcji od wersji P-47D-25-RE i D-26-RA. Były one podobne do D-22RE, ale zwiększono w nich wewnętrzny zapas paliwa, przetestowany na eksperymentalnym D-20, oznaczonym XP-47L. Miał on kroplową osłonę kabiny ze zmienionym płaskim wiatrochronem i główny zbiornik paliwa powiększony do 1020 l. Modyfikacje te poprawiły prędkość wznoszenia, ale obniżyły prędkość maksymalną. Wersja D-26-RA używała śmigła Curtiss o średnicy 3,96 m. By zlikwidować problemy ze statecznością w locie, spowodowane zastosowaniem kroplowej osłony i obniżeniem kadłuba za nią, od odmiany D-27-RE dodano na grzbiecie przed statecznikiem mała płetwę. Zmodyfikowano też silniki, zwiększając nieco moc, dodano nowy rozrusznik i elektryczne sterowanie zrzutem zbiorników paliwa. Na D-28RE i –RA zastosowano śmigło Curtiss, radiokompas i zmieniono układ przyrządów na tablicy.

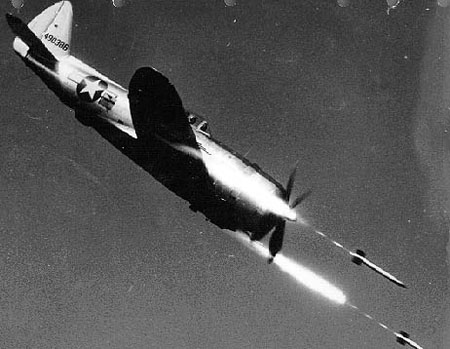
Republic P-47D odpala rakiety

Od odmiany D-30-RE i –RA zmodyfikowano skrzydła, dodając sterowane elektrycznie dodatkowe klapy w połowie ich cięciwy, dla ułatwienia sterowania samolotem w locie z dużymi prędkościami, zwłaszcza w nurkowaniu; zmieniono położenie fotokarabinu, reflektora do lądowania i lusterka wstecznego w kabinie. Na D35-RA dodano pod skrzydłami uchwyty dla dziesięciu rakiet. Ostatnią odmianą wersji D była D-40-RA; miała ona z powrotem silnik R-2800-59, otrzymała stację radiolokacyjną ochrony ogona, nowe celowniki K-14. Modyfikacje te wprowadzono też wstecz od odmiany D-27.

### XP-47E
Egzemplarz P-47B, na którym we wrześniu 1942 zamontowano kabinę ciśnieniową oraz silnik R-2800-59 ze śmigłem Hamilton Standard. Ponieważ operacje bojowe w Europie zaczęły przenosić się na niższe wysokości, projektu nie rozwijano.

### XP-47F
Samolot wersji P-47B, na którym zamontowano nowe skrzydła o laminarnym przepływie, prostokątnym obrysie i zwiększonej o 372 mm rozpiętości, ale mniejszej powierzchni nośnej; oblatany 17 września 1942. Nie rozwijano dalej projektu z uwagi na niezbyt zachęcające wyniki testów.

### P-47G
Samoloty wersji D produkowane na licencji w zakładach Curtiss w Buffalo od grudnia 1942 do marca 1944. Od wersji D można je odróżnić tylko po numerach seryjnych.

### XP-47H
W 1943 na dwóch maszynach P-47D-15 zamontowano nowy silnik widlasty Chrysler XIV-2220-1, chłodzony cieczą, 16-cylindrowy w układzie odwróconej litery V z turbosprężarką, o mocy startowej 2500 KM i stałej 2150 KM. W tym celu przekonstruowano cały nos maszyny, zabudowując też pod kadłubem dużą chłodnicę. Długość samolotu wzrosła do 11,94 metra. Projekt rozwijano od 1943 r., ale pierwsza maszyna wzbiła się w powietrze dopiero 26 lipca 1945 r. Ponieważ specjalnie zaprojektowana dla tego silnika turbosprężarka nie była gotowa, zastosowano turbosprężarkę CH-5. Zamiast spodziewanej prędkość 788 km/h, większość źródeł podaje, że samolot osiągnął tylko 666 km/h na wysokości 9144 m. Ponieważ silnik XIV-2220-1 nie był rozwijany i nie wszedł produkcji seryjnej, zaprzestano dalszych prac nad tą wersją.

### XP-47J
Najszybsza wersja P-47; koncepcja szybkiej wersji powstała już w 1942, ale ostatecznie oblatano ją rok później. Konstrukcja była specjalnie odchudzona, przeznaczona do lotów testowych z bardzo dużymi prędkościami. Wyposażona była w lżejsze podwozie z mniejszymi kołami, turbosprężarkę CH-5 i silnik w odmianie R-2800-57 o mocy 2800 KM, zabudowany w specjalnej osłonie z wentylatorem chłodzącym; śmigło czterołopatowe o łopatach wygiętych w kształt szabli. Skrzydła o odchudzonej strukturze były uzbrojone w 6 km i nie mogły przenosić bomb. Zapas paliwa zmniejszono do 1090 litrów. Kontrakt na budowę podpisano 18 czerwca 1943 r., oblatano ją 26 listopada. 4 sierpnia 1944 w locie poziomym samolot osiągnął prędkość aż 812 km/h na wysokości 10500 m, jako pierwszy samolot tłokowy. Czas wznoszenia na 4500 m wynosił 4,5 minuty a zasięg 1720 km. Mimo propozycji budowy seryjnej, zrezygnowano z niej, ze względu na bardziej obiecujący projekt XP-72; innym, również porzuconym pomysłem było wyposażenie maszyny w przeciwbieżne śmigła.

### XP-47K
P-47D-5 na którym w lipcu 1943 eksperymentalnie obniżono grzbiet tyłu kadłuba i zamontowano kroplową osłonę kabiny z samolotu Hawker Typhoon; modyfikację zastosowano w seryjnych samolotach od wersji P-47D-25-RE i D-26-RA. Samolot ten potem wykorzystywano do testów nowego skrzydła z wersji N.

### XP-47L
Samolot P-47D numer 42-76614, z eksperymentalnie zastosowaną kroplową osłoną kabiny (jak XP-47K) i modyfikacjami charakterystycznymi dla D-22-RE: zwiększonym wewnętrznym zapasem paliwa (z 1386 do 1682 litrów), dłuższym kółkiem ogonowym, uniwersalnymi zaczepami pod skrzydłami i kadłubem.

### P-47M
Wersja specjalnie zaprojektowana do walki z niemieckimi latającymi bombami V-1 i samolotami odrzutowymi i rakietowymi, w związku z tym nacisk w niej położono na osiąganie dużych prędkości. W 4 P-47D-27-RA, oznaczonych jako YP-47M, zainstalowano silnik w wersji R-2800-57 oraz nową turbosprężarkę CH-5. Jeszcze na wysokości 9900 metrów osiągał on moc 2800 KM (z wtryskiem wody), co pozwalało osiągać prędkość 761 km/h na wys. 9800 m, a wysokość 4500 m w 5 minut. We wrześniu 1944 zabudowano fabrycznie takie silniki w 130 P-47D-30-RE (oznaczonych P-47M-1-RE); miały one płetwę grzbietową przed statecznikiem pionowym. W grudniu 1944 r. trafiły do Europy, ale okazało się, że zespół napędowy pracuje nieprawidłowo, silnik potrafił nawet w czasie lotu zgasnąć. Loty bojowe rozpoczęto dopiero pod sam koniec wojny, po wymianie silników na nowe. P-47M używała tylko 56 grupa pościgowa, której piloci odmówili latania na P-51 Mustang, preferując Thunderbolty.

### P-47N
Powstała równolegle z P-47M wersja dalekiego zasięgu do zastosowania w wojnie na Pacyfiku. W połowie 1944 trzeci prototyp YP-47M, oznaczony XP-47N, otrzymał nowe skrzydła o zwiększonej rozpiętości i powierzchni; wstawiono w nich dodatkową sekcję przy kadłubie o szerokości 45,72 cm (dzięki obcięciu końcówek rozpiętość wzrosła tylko o 18 cm), mieszczącą dodatkowe wewnętrzne zbiorniki o pojemności 422 litry każdy. Z dodatkowymi zbiornikami zewnętrznymi o pojemności 1170 l zasięg maszyny wzrósł aż do 3782 km. Nowe skrzydła poprawiły też własności lotne P-47, w tym zwrotność. Przebudowa skrzydeł i wzrost masy wymusiła zwiększenie rozstawu i wzmocnienie podwozia głównego; zastosowano też nowe opony umożliwiające operowanie z lotnisk trawiastych. Jeszcze przed oblotem 22 lipca 1944, 20 czerwca zamówiono 1900 sztuk tej wersji. Od września 1944 wyprodukowano 24 sztuki odmiany P-47N-1-RE. W porównaniu do M-1 miały one większą płetwę grzbietową.
Od odmiany P-47N-5RE dodano pod skrzydłami uchwyty dla 10 rakiet kal. 127 mm, nową radiostację, radar ochrony ogona, zmodyfikowano sterowanie przepustnicą i zapłonem. W P-47N-15-RE zastosowano silnik R-2800-73, nowy celownik K-14 i nowy system zrzutu bomb w postaci pylonów S-1 oraz zmodyfikowany fotel pilota. W P47-N-20-RE i -RA dokonano zmian w układzie paliwowym i instalacji radiowej, wzmocniono poszycie klap i lotek w okolicach mocowania rakiet.
Od odmiany P-47N-25-RE stosowano nowy silnik R-2800-77 lub -81, przebudowano podłogę kabiny i zmieniono układ sterowania kółkiem ogonowym.

## Opis techniczny
P-47D był jednomiejscowym i jednosilnikowym samolotem myśliwskim, wolnonośnym dolnopłatem z chowanym w locie podwoziem.
Płat o obrysie półeliptycznym, wyposażony w klapy i lotki; konstrukcji z dwóch stalowych dźwigarów głównych i dwóch pomocniczych oraz 20 żeber w każdej połówce; pokrycie metalowe. Zastosowano własny profil opracowany w wytwórni Kartveli S-3.
Kadłub miał konstrukcję skorupową z duraluminium. Znajdowały się w nim kolejno silnik (w osłonie NACA), ściana ognioodporna, zbiornik paliwa, opancerzona kabina pilota z odsuwaną do tyłu osłoną, turbosprężarka, a za nią ogon z usterzeniem.
Usterzenie klasyczne z pojedynczym statecznikiem pionowym, metalowe, kryte blachą.
Podwozie główne, jednogoleniowe, chowane w skrzydła w kierunku kadłuba. W stanie złożonym było skracane dzięki specjalnemu mechanizmowi. Kółko ogonowe było sprzężone ze sterem kierunku.
Napęd stanowił silnik Pratt and Whitney R-2800 Double Wasp. Był to 18-cylindrowy, czterosuwowy silnik gwiazdowy chłodzony powietrzem, o pojemności skokowej 45 945 cm³, doładowywany przez turbosprężarkę i sprężarkę mechaniczną. Śmigło czterołopatowe, metalowe, samoprzestawialne. Instalacja paliwowa składała się z dwóch opancerzonych, samouszczelniających się zbiorników paliwa w kadłubie oraz dodatkowych zbiorników podwieszanych pod skrzydłami i kadłubem.
Uzbrojenie stanowiło 8 km Browning M2 12,7 mm w skrzydłach, po 4 w każdym z zapasem po 425 pociski na każdy. Zależnie od odmiany uzbrojenie stanowiły też bomby i niekierowane pociski rakietowe do 1134 kg łącznej wagi.

## Ocena samolotu
Samolot był dobrze opancerzony, uzbrojony i wyposażony oraz niezwykle odporny na uszkodzenia. W listopadzie 1942 r. przeprowadzono serię symulowanych walk powietrznych, w których wzięły udział P-47C, P-38F, P-39D, P-40F i P-51A. P-47C miał największą prędkość poziomą na wysokości powyżej 3000 m, przyśpieszenie w poziomie i nurkowaniu, oraz prędkość kątową w beczce. Natomiast wszystkie inne samoloty miały ciaśniejszy promień skrętu i pętli, co wynikało z dużego obciążenia powierzchni płata P-47.
We wznoszeniu był gorszy tylko od P-39D i P-38F. Późniejsze wersje miały zmienione śmigło („wiosłowe”), co poprawiało wznoszenie podczas walki. Z porównywanych maszyn najgorzej wypadał w locie przy ziemi, a najlepiej na wysokości 8000 do 12000 m, co wynikało z podwójnego układu doładowania (dwustopniowego – drugi stopień sprężarka mechaniczna z układem chłodzenia międzystopniowego i układu wtrysku wody do cylindrów przy mocy bojowej) – w tym szczególnie z zastosowania bardzo wydajnej w pierwszym stopniu (szczególnie na dużych wysokościach) turbosprężarki. Dzięki niej należał do najlepszych jednosilnikowych myśliwców wysokościowych w II wojnie światowej.
Zalecaną taktyką w ataku był atak z góry i ucieczka w poziomie, a w obronie unikanie walki kołowej i przejście do nurkowania szybkimi półbeczkami. Porównując P-47 z późniejszą wersją P-51D, P-47 przewyższał go osiągami na pułapie powyżej 7500 m, ponadto był bardziej odporny na uszkodzenia, i silniej uzbrojony. Porównując P-47 z samolotami niemieckimi, P-47 przewyższał wszystkie wersje Bf 109G i Fw 190A. Dorównywały mu dopiero wersje Bf 109G i K z silnikiem DB-605D oraz Focke-Wulf Ta 152. Wersja P-47M mogła nawet nawiązać prawie równorzędną walkę z odrzutowym myśliwcem Me 262.
Kabina pilota była przestronna, dobrze przewietrzana i ogrzewana, co zapewniało duży komfort pilotom, nie tylko z uwagi na ciepło, ale też dzięki świetnemu usuwaniu lodu z oszklenia kabiny. Wadą pierwszych wersji była duża liczba małych szyb, co ograniczało widoczność. Silne uzbrojenie pozwalało wyeliminować przeciwnika po oddaniu krótkiej celnej serii. Dużą rolę w zwiększeniu skuteczności bojowej samolotu i jego taktyce zastosowania odegrało użycie odrzucanych w locie dodatkowych zbiorników na paliwo – dzięki nim znacznie wzrósł promień skutecznego działania maszyny – pozwalało to eskortować samoloty bombowe w głąb Niemiec i podejmować walkę w ich obronie. Za swe cechy lotno-pilotażowe oraz odporność na uszkodzenia bojowe maszyna była lubiana i ceniona przez pilotów.
Pomimo dużych rozmiarów P-47 okazał się jednym z trzech najlepszych myśliwców USAAF tej wojny — pozostałymi dwoma były North American P-51 Mustang i Lockheed P-38 Lightning.

## Zastosowanie

### USA
Lotnictwo USA w sumie wykorzystało z 90% wszystkich wyprodukowanych P-47. W czerwcu 1942. pierwsze P-47B znalazły się wyposażeniu jednostek na terenie USA, gdzie w sumie wyposażono w nie 3 grupy myśliwskie. W grudniu 1942 pierwsze P-47C trafiły do pierwszej grupy myśliwskiej w Anglii. Po raz pierwszy bojowo użyto ich 10 marca 1943, a pierwsze zestrzelenia uzyskano 15 kwietnia. Używano ich do eskorty bombowców na dużych wysokościach oraz do tzw. wymiatania (zwalczanie wrogich myśliwców).
W styczniu 1943 wyposażone w nie 8 Flotę Powietrzną stacjonującą w Wielkiej Brytanii; w październiku 9 Flotę; w listopadzie i grudniu 1943 również 12 i 15 Flotę, stacjonujące we Włoszech.
Od maja 1943 w P-47 wyposażano jednostki walczące na Pacyfiku i Dalekim Wschodzie.
Stopniowo, gdy rolę eskorty bombowców dalekiego zasięgu przejmowały P-51 Mustang, Thunderbolty coraz częściej wykorzystywano do atakowania celów naziemnych i wsparcia wojsk lądowych, gdzie ich silna konstrukcja i opancerzenie były bardzo przydatne.

### Wielka Brytania
Wielka Brytania była najliczniejszym użytkownikiem P-47 po USA, w sumie dostarczono do niej 830 maszyn. Wyposażono w nie wyłącznie dywizjony walczące w Azji Południowo-Wschodniej. Loty bojowe rozpoczęto we wrześniu 1944 roku. P-47 oznaczono jako Thunderbolt Mk. I, a nowsze wersje z obniżonym tyłem kadłuba i kroplową osłoną kabiny Thunderbolt Mk. II.
P-47 używano również w lotnictwach 18 innych krajów. Najliczniej we francuskim – 446 maszyn, oraz ZSRR – 196 maszyn.

## Polacy i P-47
Jesienią 1943 rozpatrywano możliwość wyposażenia części jednostek Polskich Sił Powietrznych na Zachodzie w maszyny P-47, ale ostatecznie otrzymały one samoloty P-51 Mustang.
Kilku polskich pilotów walczyło na P-47 w różnych jednostkach. Zimą z 1943 na 44 część pilotów z Polskich Sił Powietrznych odsunięta od lotów znalazła się w składzie 61 dywizjonu 56 Grupy Pościgowej lotnictwa USA. Dowodził nią Polak z pochodzenia, Francis Gabreski. Polacy pod jego dowództwem latali na P-47C, D i M i zestrzelili wiele niemieckich maszyn. Kapitan Bolesław Gładych miał 11 zestrzeleń, co dało mu 8. miejsce wśród amerykańskich asów latających na P-47.

## Parametry i osiągi
| Wersja   | Rozpięt. | Długość | Wysok. | Pow. noś. | Masa własna | Masa start. | Masa max. | Pręd. max. | Wznoszenie                                                                                   | Pułap   | Zasięg       |
| -------- | -------- | ------- | ------ | --------- | ----------- | ----------- | --------- | --- | -------------------------------------------------------------------------------------------- | ------- | ------------ |
| XP-47B   | 12,43 m  | 10,76 m | 4,32 m | 27,87 m²  | 4168 kg     | 5570 kg     | –         | 663 km/h na? m                                                                                                | 5 min na 4600 m                                                                              | 11580 m | 1850 km      |
| P-47B    | 12,43 m  | 10,81 m | 4,32 m | 27,87 m²  | 4240 kg     | 5560 kg     | 6060 kg   | 545 km/h na 1500 m 690 km/h na 9100 m                                                                         | 6 min 40 s na 4600 m                                                                         | 12800 m | 880 km       |
| P-47C-2  | 12,43 m  | 11,01 m | 4,35 m | 27,87 m²  | 4860 kg     | 5920 kg     | 7350 kg   | 570 km/h na 1500 m 630 km/h na 4600 m 675 km/h na 7600 m 695 km/h na 9100 m                                   | 2 min 10 s na 1500 m 7 min 10 s na 4600 m 11 min na 6100 m 15 min na 7600 m 20 min na 9100 m | 12200 m | max. 2780 km |
| P-47C-5  | 12,43 m  | 11,01 m | 4,35 m | 27,87 m²  | 4490 kg     | 6123 kg     | 6770 kg   | 568 km/h na 1524 m 697 km/h na 9100 m                                                                         | 7,2 min na 4600 m                                                                            | 12800 m | 2011 km      |
| P-47D-10 | 12,43 m  | 11,01 m | 4,35 m | 27,87 m²  | 4495 kg     | 6130 kg     | –         | 696 km/h na 9100 m                                                                                            | –                                                                                            | 12800 m | 1340 km      |
| P-47D-20 | 12,43 m  | 11,01 m | 4,35 m | 27,87 m²  | 4490 kg     | 6130 kg     | 6810 kg   | 570 km/h na 1500 m 655 km/h na 6100 m 695 km/h na 9100 m                                                      | –                                                                                            | 12200 m | 1030 km      |
| P-47D-22 | 12,43 m  | 11,01 m | 4,35 m | 27,87 m²  | –           | –           | –         | 576 km/h na 1500 m 636 km/h ma 4600 m 682 km/h na 7600 m 701 km/h na 9100 m                                   | 1,8 min na 1500 m 5,6 min na 4500 m 7,6 min na 6100 m 9,8 min na 7600 m 12,8 min na 9100 m   | 12800 m | max. 2900 km |
| P-47D-23 | 12,43 m  | 11,01 m | –      | 27,87 m²  | 4770 kg     | 6360 kg     | 7720 kg   | 685 km/h na 9100 m                                                                                            | 7 min 35 s na 6100 m 7 min 50 s na 9100 m                                                    | 12800 m | max. 1290 km |
| P-47D-25 | 12,43 m  | 10,92 m | 4,5 m  | 27,87 m²  | 4860 kg     | 6577 kg     | 7940 kg   | 563 km/h na? m 565 km/h na 1500 m 603 km/h na 3050 m 653 km/h na 6100 m 700 km/h na 7600 m 690 km/h na 9100 m | –                                                                                            | 12800 m | 1660 km      |
| P-47D-28 | 12,43 m  | 11,01 m | 4,47 m | 27,87 m²  | 4536 kg     | 6630 kg     | 7938 kg   | 689 km/h na 9100 m                                                                                            | 6,2 min na 4600 m                                                                            | 12800 m | max. 1658 km |
| P-47D-30 | 12,43 m  | 11,01 m | –      | 27,87 m²  | 4810 kg     | 6580 kg     | 7900 kg   | 585 km/h na 1500 m 640 km/h na 4600 m 685 km/h na 7600 m 685 km/h na 9100 m                                   | 2 min na 1500 m 6 min 10s na 4600 m 11 min na 7600 m 14 min na 9100 m                        | 12800 m | max. 2900 km |
| P-47D-40 | 12,43 m  | 11,01 m | –      | 27,87 m²  | 4540 kg     | 6350 kg     | 7940 kg   | 585 km/h na 1500 m 670 km/h na 6100 m 685 km/h na 9100 m                                                      | –                                                                                            | 12800 m | 1660 km      |
| XP-47J   | 12,47 m  | 10,13 m | 4,32 m | –         | 4383 kg     | 5625 kg     | 7611 kg   | 812 km/h na 10500 m                                                                                           | 4 min 30 s na 4600 m                                                                         | 13720 m | 1722 km      |
| P-47M-1  | 12,43 m  | 11,01 m | 4,47 m | 27,87 m²  | 4690 kg     | 6040 kg     | 8278 kg   | 645 km/h na 3000 m 770 km/h na 7600 m 755 km/h na 9100 m 764 km/h na 9750 m                                   | 4 min na 3000 m 13,4 min na 9750 m                                                           | 12450 m | 853 km       |
| P-47N-1  | 12,96 m  | 11,01 m | 4,45 m | 29,93 m²  | 4980 kg     | 6286 kg     | –         | 751 km/h na 9100 m                                                                                            | 9 min na 4500 m                                                                              | 13100 m | max. 3220 km |
| P-47N-5  | 12,96 m  | 11,01 m | 4,45 m | 29,93 m²  | 5280 kg     | 7580 kg     | 9380 kg   | 615 km/h na 1500 m 670 km/h na 4600 m 770 km/h na 9100 m                                                      | 2 min 55 s na 1500 m 8 min 30 s na 4600 m 14 min 50 s na 7600 m                              | 13100 m | max. 3780 km |